# Miles Fisher
James Leslie Miles Fisher (Dallas, 1983. június 23. –) amerikai színész, humorista, üzletember, zenész.

## Fiatalkora
Fisher Richard W. Fisher fia. Richard a Federal Reserve Bank of Dallas korábbi elnöke volt, míg anyja, Nancy az Amerikai Filmintézetnél dolgozott. Anyai nagyapja James Collins volt. Dallasban nőtt fel, és a St. Mark's School of Texas iskolában tanult. A család később Washingtonba költözött, így a St. Albans School iskolában folytatta tanulmányait.
A Harvard Egyetemen diplomázott. A Harvardon tagja volt a Porcellian Clubnak, a Hasty Pudding Clubnak és a Krokodiloes nevű a cappella énekegyüttesnek. A Krokodiloes menedzsere volt.

## Magánélete
2014-ben házasságot kötött Lucette Blodgett-tel, Michael Blodgett lányával. 2017 októberében megszületett első gyermekük.

## Filmográfia

### Film
| Év   | Magyar cím               | Eredeti cím               | Szerep          | Magyar hang |
| ---- | ------------------------ | ------------------------- | --------------- | ----------- |
| 2000 |                          | Lone Star Struck          | Val             |             |
| 2003 | Istenek és katonák       | Gods and Generals         | John Beale      |             |
| 2008 | Superhero Movie          | Superhero Movie           | Tom Cruise      |             |
| 2009 |                          | Head in the Sand          | Henry Burch     |             |
| 2010 |                          | My First Claire           | Brad            |             |
| 2011 | Végső állomás 5.         | Final Destination 5       | Peter Friedkin  | Előd Álmos  |
| 2011 | J. Edgar – Az FBI embere | J. Edgar                  | Garrison ügynök |             |
| 2012 |                          | Underneath Your Love      | Leon            |             |
| 2012 | Papás-babás              | The Babymakers            | vőlegény        |             |
| 2014 |                          | Believe Me                | Pierce          |             |
| 2016 |                          | Me Him Her                | Scotty          |             |
| 2016 | Farkasok az ajtónál      | Wolves at the Door        | Jay Sebring     | Szabó Máté  |
| 2016 |                          | The Counselor (rövidfilm) | Ted             |             |
| 2017 |                          | The Truth About Lies      | Kevin           |             |

### Televízió
| Év   | Magyar cím                    | Eredeti cím                 | Szerep                     | Megjegyzések                             |
| ---- | ----------------------------- | --------------------------- | -------------------------- | ---------------------------------------- |
| 1997 | Amazonok a vadnyugaton        | True Women                  | Travis McPoon fiatalon     | - tévéfilm - magyar hangja: - Előd Álmos |
| 2008 | The cleaner – A független     | The Cleaner                 | Kenneth Herman rendőrtiszt | 1 epizód                                 |
| 2009 | Gossip Girl – A pletykafészek | Gossip Girl                 | Klemmer                    | 1 epizód                                 |
| 2009 | Mad Men – Reklámőrültek       | Mad Men                     | Jeffrey Graves             | 1 epizód                                 |
| 2011 | Psych – Dilis detektívek      | Psych                       | A Sáska                    | 1 epizód                                 |
| 2011 |                               | Death Valley                | Travis Flynn               | 1 epizód                                 |
| 2011 |                               | Have a Little Faith         | Ricky                      | tévéfilm                                 |
| 2013 |                               | Bad Sports                  | Chad Whipple               | főszereplő                               |
| 2014 | Az életkritikus               | Review with Forrest MacNeil | Thad Valentine             | 1 epizód                                 |
| 2015 | Úr keres hölgyet              | Man Seeking Woman           | Graham                     | visszatérő szerep                        |
| 2016 |                               | Playdates                   | Super Dad Dave             | ismeretlen epizódok                      |
| 2016 | Csúcsformában                 | Rush Hour                   | Thomas Shea                | ismeretlen epizódok                      |
| 2016 | Az élet csajos oldala         | 2 Broke Girls               | Adam                       | 1 epizód                                 |
| 2017 |                               | Destiny 2                   | Titán                      | élszereplős trailer                      |
| 2018 | Mick kell a gyereknek!        | The Mick                    | Zach atya                  | 1 epizód                                 |
| 2018 |                               | A Christmas Arrangement     | Garrett Hurley             | tévéfilm                                 |
| 2019 | A politikus                   | The Politician              | Thad                       | 1 epizód                                 |